# Берграйнфельд
Берграйнфельд (нім. Bergrheinfeld) — громада в Німеччині, розташована в землі Баварія. Підпорядковується адміністративному округу Нижня Франконія. Входить до складу району Швайнфурт.
Площа — 19,87 км2. Населення становить 5339 ос. (станом на 31 грудня 2020).